# Liberation = Termination
Liberation = Termination är det finländska melodisk death metal-bandet Mors Principium Ests tredje studioalbum, utgivet i mars 2007 på Listenable Records och i Japan på Avalon månaden innan.
Gitarristen Jori Haukio lämnade bandet kort efter inspelningen, och Jarkko Kokko ett par år senare. De båda återvände dock under 2021.

## Låtlista
1. "Orsus" (instrumental) – 0:25
2. "The Oppressed Will Rise" – 3:19
3. "The Animal Within" – 3:30
4. "Finality" – 3:18
5. "Cleansing Rain" – 4:20
6. "Forgotten" (instrumental) – 1:43
7. "Sinners Defeat" – 5:26
8. "The Distance Between" – 4:17
9. "It Is Done" – 2:49
10. "Terminal Liberation" – 4:16
11. "Lost Beyond Retrieval" (instrumental) – 4:44

## Medverkande
Musiker
- Ville Viljanen – sång
- Jarkko Kokko – gitarr
- Jori Haukio – gitarr, programmering
- Teemu Heinola – basgitarr
- Joona Kukkola – keyboard

Bidragande musiker
- Marko Tommila – trummor
- Anssi Kippo – gitarrsolo

Produktion
- Anssi Kippo – sångproducent, inspelningstekniker, mixning
- Jori Haukio – inspelningstekniker
- Teemu Heinola – inspelningstekniker
- Ville Viljanen – sångproducent
- Colin Davis – mastering
- Sven de Caluwé – albumkonst